# ルルマップ自然公園ふれらんど
ルルマップ自然公園ふれらんど（ルルマップしぜんこうえんふれらんど）は、北海道恵庭市にある公園。

## 概要
地域の特性を生かした観光拠点、幅広い世代の交流や都市と農村との交流の場としてオープンした。名称は公募によって決まった。冬季は「スノーランドるるまっぷ」として雪遊びや各種アクティビティを楽しむことができる。

## 施設
るるまっぷパークゴルフコース
- 利用期間：4月から11月頃
- 全54ホール
  - 春コース（18ホール）
  - 夏コース（18ホール）
  - 秋コース（18ホール）

手ぶらキャンプ
- 利用期間：7月から9月
- 北海道宝島トラベルによる手ぶらでキャンプができる手配旅行。

スノーランドるるまっぷ
- 利用期間：12月下旬から3月中旬
- 雪遊び、バナナボート、そり・チューブ、ゴムボートを楽しむことができる。

メイプルロッジ
- ロッジ。

多目的芝生広場
- 天然芝 (100 m×200 m)
- ジュニアサッカー用3面

農園広場
- 恵庭市シルバー人材センターが管理運営している[8]。
- 市民農園、収穫体験・野菜のもぎとり体験をすることができる。

ソフトクリーム工房「Lulu」
- 恵庭の牧場でとれた牛乳を使用したソフトクリーム、スムージーなどを販売している。

アートビレッジ
- かつて西島松で砕石していた「島松軟石」を使ったモニュメントやサイロがある。
- 「ギャラリー三平」では矢口高雄の漫画『釣りキチ三平』の原画などを展示している。

ルルマップ川散策路
- 原風景を活かした散策路。季節ごとの花が咲き誇る[9]。

フォレストアドベンチャー・恵庭
- フォレストアドベンチャーにとって北海道内初となる自然共生型アウトドアパーク[10]。2018年（平成30年）4月28日オープン[11]。「アドベンチャーコース」には《スタンダードプラン》に加え、高さ約10 mの【クライミングウォール】と同じ高さから飛び降りる【ミノムシシュート】を追加した《エキサイトプラン》を設けているほか[12]、「キャノピーコース」は80分間（安全講習含む）遊び放題のプランになっている[11]。

## アクセス
市道南22号沿いに位置している。
- 新千歳空港から車で約35分
- 札幌市中心部から車で約45分

## 参考資料
- “「ルルマップ自然公園ふれらんど」リーフレット” (PDF). 2017年4月18日閲覧。